# Wereldkampioenschap superbike van Albacete 1996
Het wereldkampioenschap superbike van Albacete 1996 was de elfde ronde van het wereldkampioenschap superbike 1996. De races werden verreden op 6 oktober 1996 op het Circuito de Albacete nabij Albacete, Spanje.

## Race 1
| Pos | Nr | Rijder               | Constructeur | Rondes | Tijd         | Grid | Punten |
| --- | -- | -------------------- | ------------ | ------ | ------------ | ---- | ------ |
| 1   | 2  | Troy Corser          | Ducati       | 28     | 43:31.166    | 1    | 25     |
| 2   | 45 | Colin Edwards        | Yamaha       | 28     | +6.459       | 3    | 20     |
| 3   | 11 | John Kocinski        | Ducati       | 28     | +7.069       | 2    | 16     |
| 4   | 6  | Simon Crafar         | Kawasaki     | 28     | +10.473      | 7    | 13     |
| 5   | 1  | Carl Fogarty         | Honda        | 28     | +14.468      | 4    | 11     |
| 6   | 5  | Wataru Yoshikawa     | Yamaha       | 28     | +14.568      | 8    | 10     |
| 7   | 10 | John Reynolds        | Suzuki       | 28     | +20.088      | 9    | 9      |
| 8   | 9  | Neil Hodgson         | Ducati       | 28     | +24.170      | 6    | 8      |
| 9   | 3  | Aaron Slight         | Honda        | 28     | +25.886      | 11   | 7      |
| 10  | 67 | Mike Hale            | Ducati       | 28     | +26.121      | 10   | 6      |
| 11  | 31 | Gregorio Lavilla     | Yamaha       | 28     | +43.939      | 16   | 5      |
| 12  | 44 | Sean Emmett          | Ducati       | 28     | +44.151      | 19   | 4      |
| 13  | 8  | Piergiorgio Bontempi | Kawasaki     | 28     | +44.813      | 12   | 3      |
| 14  | 16 | Paolo Casoli         | Ducati       | 28     | +55.478      | 17   | 2      |
| 15  | 14 | Jochen Schmid        | Kawasaki     | 28     | +1:03.531    | 15   | 1      |
| 16  | 46 | Mario Innamorati     | Ducati       | 28     | +1:11.539    | 21   |        |
| 17  | 41 | Michaël Paquay       | Ducati       | 28     | +1:26.833    | 25   |        |
| 18  | 33 | David Vázquez        | Ducati       | 27     | +1 ronde     | 23   |        |
| 19  | 18 | Igor Jerman          | Kawasaki     | 27     | +1 ronde     | 27   |        |
| DNF | 35 | Idalio Gavira        | Honda        | 20     | Uitgevallen  | 22   |        |
| DNF | 7  | Pierfrancesco Chili  | Ducati       | 15     | Uitgevallen  | 5    |        |
| DNF | 32 | Óscar Sainz          | Ducati       | 14     | Uitgevallen  | 24   |        |
| DNF | 63 | Martin Craggill      | Kawasaki     | 9      | Uitgevallen  | 14   |        |
| DNF | 36 | Kirk McCarthy        | Suzuki       | 7      | Uitgevallen  | 13   |        |
| DNF | 37 | Pere Riba            | Honda        | 5      | Uitgevallen  | 20   |        |
| DNS | 13 | Andreas Meklau       | Ducati       | 0      | Niet gestart | 18   |        |
| DNS | 34 | Eustáquio Gavira     | Honda        | 0      | Niet gestart | 26   |        |

## Race 2
| Pos | Nr | Rijder               | Constructeur | Rondes | Tijd         | Grid | Punten |
| --- | -- | -------------------- | ------------ | ------ | ------------ | ---- | ------ |
| 1   | 2  | Troy Corser          | Ducati       | 26     | 40:19.125    | 1    | 25     |
| 2   | 11 | John Kocinski        | Ducati       | 26     | +7.021       | 2    | 20     |
| 3   | 45 | Colin Edwards        | Yamaha       | 26     | +9.998       | 3    | 16     |
| 4   | 6  | Simon Crafar         | Kawasaki     | 26     | +10.908      | 7    | 13     |
| 5   | 5  | Wataru Yoshikawa     | Yamaha       | 26     | +11.278      | 8    | 11     |
| 6   | 3  | Aaron Slight         | Honda        | 26     | +15.540      | 11   | 10     |
| 7   | 1  | Carl Fogarty         | Honda        | 26     | +15.761      | 4    | 9      |
| 8   | 9  | Neil Hodgson         | Ducati       | 26     | +24.587      | 6    | 8      |
| 9   | 10 | John Reynolds        | Suzuki       | 26     | +24.716      | 9    | 7      |
| 10  | 14 | Jochen Schmid        | Kawasaki     | 26     | +29.746      | 15   | 6      |
| 11  | 63 | Martin Craggill      | Kawasaki     | 26     | +37.859      | 14   | 5      |
| 12  | 31 | Gregorio Lavilla     | Yamaha       | 26     | +40.261      | 16   | 4      |
| 13  | 8  | Piergiorgio Bontempi | Kawasaki     | 26     | +41.667      | 12   | 3      |
| 14  | 44 | Sean Emmett          | Ducati       | 26     | +46.349      | 19   | 2      |
| 15  | 36 | Kirk McCarthy        | Suzuki       | 26     | +47.184      | 13   | 1      |
| 16  | 46 | Mario Innamorati     | Ducati       | 26     | +1:14.064    | 21   |        |
| 17  | 13 | Andreas Meklau       | Ducati       | 26     | +1:18.210    | 18   |        |
| 18  | 37 | Pere Riba            | Honda        | 26     | +1:27.598    | 20   |        |
| 19  | 18 | Igor Jerman          | Kawasaki     | 26     | +1:29.924    | 27   |        |
| 20  | 33 | David Vázquez        | Ducati       | 26     | +1:37.748    | 23   |        |
| DNF | 41 | Michaël Paquay       | Ducati       | 24     | Uitgevallen  | 25   |        |
| DNF | 32 | Óscar Sainz          | Ducati       | 21     | Uitgevallen  | 24   |        |
| DNF | 16 | Paolo Casoli         | Ducati       | 9      | Uitgevallen  | 17   |        |
| DNF | 67 | Mike Hale            | Ducati       | 7      | Uitgevallen  | 10   |        |
| DNF | 7  | Pierfrancesco Chili  | Ducati       | 2      | Uitgevallen  | 5    |        |
| DNS | 35 | Idalio Gavira        | Honda        | 0      | Niet gestart | 22   |        |
| DNS | 34 | Eustáquio Gavira     | Honda        | 0      | Niet gestart | 26   |        |

## Tussenstanden na wedstrijd
| Pos | Nr | Rijder        | Team   | Punten |
| --- | -- | ------------- | ------ | ------ |
| 1   | 2  | Troy Corser   | Ducati | 353    |
| 2   | 3  | Aaron Slight  | Honda  | 327    |
| 3   | 11 | John Kocinski | Ducati | 317    |
| 4   | 1  | Carl Fogarty  | Honda  | 308    |
| 5   | 45 | Colin Edwards | Yamaha | 212    |

1992 · 1993 · 1994 · 1995 · 1996 · 1997 · 1998 · 1999